# Théo Maledon
Pour les articles homonymes, voir Maledon.
Théo Maledon, né le 12 juin 2001 à Rouen en Seine-Maritime, est un joueur international français de basket-ball  mesurant 1,93 m et évoluant au poste de meneur pour l'ASVEL Lyon-Villeurbanne

## Biographie

### En club
Théo Maledon, dont les parents sont originaires de la Guadeloupe, commence le basket-ball à l'âge de trois ans au club local du Mesnil-Esnard en Seine-Maritime. Il y joue jusqu'en poussin (U11). Par la suite, il rejoint le SPO Rouen Basket, club dans lequel il évolue jusqu'en U15 « minimes France ».

### Centre fédéral (2015-2017)
À l'été 2015, à l'âge de 14 ans, il intègre le Centre fédéral de basket-ball. Dans le même temps, il obtient de très bons résultats scolaires qui le conduisent à sauter une classe et à être récompensé par la FFBB pour le prix du double projet (mettant en avant le meilleur joueur du Centre fédéral alliant à la fois performances sportives et résultats scolaires).
Lors de la saison 2015-2016, alors qu'il a encore l'âge d'évoluer en minimes, il fait son apparition avec le Centre fédéral en Nationale 1 à trois reprises. Il y cumule des statistiques de 1,3 point, 0,7 rebond et 1,3 passe décisive en 16 minutes de moyenne.
La saison suivante, en 2016-2017, il s'impose en tant qu'un des membres principaux de cette même équipe et prend part à 30 matches de Nationale 1. Ses statistiques sont les suivantes : 8,2 points, 2,4 rebonds, 2,7 passes décisives à 40,3 % au tir et 41,3 % à 3 points. Le 16 avril 2017, il participe au Jordan Brand Classic Mondial à New York. Le 20 mai 2017, il remporte l'Euroligue junior avec le Centre fédéral.

### ASVEL Lyon Villeurbanne (2017-2020)
En juin 2017, il rejoint l'ASVEL Lyon-Villeurbanne et quitte donc le Centre fédéral avec deux années d'avance.

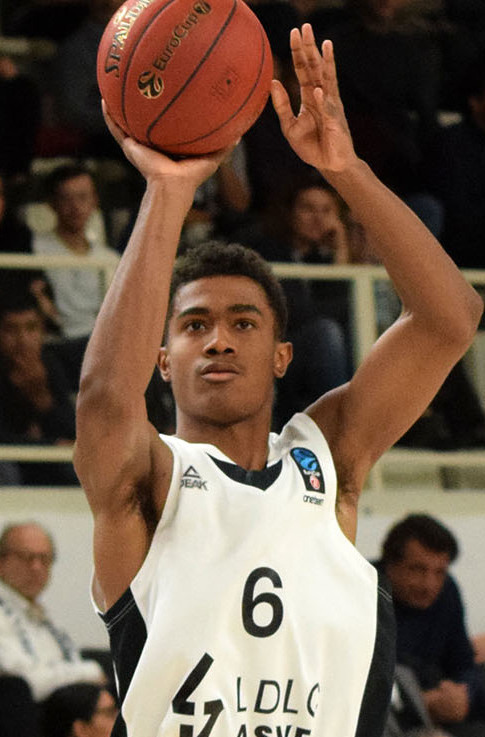
Théo Maledon en novembre 2018

Lors de sa première saison avec le club rhodanien, il joue principalement avec les Espoirs mais s'entraîne également avec le groupe professionnel. Cette opportunité lui a permis de prendre part à 11 matches professionnels (9 en Jeep Élite et 2 en Eurocup) et de cumuler des statistiques de 0,5 point, 0,5 rebond et 0,5 passe décisive en 4 minutes de moyenne.
En juin 2018, il obtient un baccalauréat scientifique avec un an d'avance et signe en août son premier contrat professionnel avec l'ASVEL.
Le 6 octobre 2018, il est le premier mineur depuis Tony Parker (le 23 novembre 1999), à obtenir une évaluation supérieure à 20 lors d'un match de championnat de France de basket-ball. En effet, à 17 ans et 116 jours, il cumule 15 points à 6/7 au tir, 4 rebonds et 4 passes décisives pour 22 d'évaluation contre Fos-sur-Mer.
Le 18 novembre 2018, à 17 ans et 159 jours, il bat son record de points (20) et d'évaluation (23) en championnat de France de basket-ball contre Le Mans. Pour ce faire, il finit notamment la rencontre à 10/10 en réussite derrière la ligne de lancer franc, délivre 4 passes décisives et effectue 2 interceptions, le tout en 21 minutes.
Le 26 décembre 2018, à 17 ans et 197 jours, il bat à nouveau son record d'évaluation (26) en championnat de France de basket-ball contre les Levallois Metropolitans, alors classés en 5e position. Il inscrit 18 points, prend 3 rebonds, délivre 5 passes décisives, effectue 2 interceptions, le tout sans perdre de ballon. De plus, il finit la rencontre à 5/7 au tir (dont 2/3 à 3 points) et 6/6 derrière la ligne de lancer franc.
Le 5 mai 2019, contre Strasbourg, à 17 ans et 327 jours, il inscrit 18 points (à 4/5 à 3 points notamment), prend 5 rebonds et délivre 3 passes décisives pour une évaluation de 21.
Le 24 janvier 2020, il bat son record de points en EuroLeague contre le Panathinaïkos avec 19 points, terminant également avec la meilleure évaluation de son équipe, le tout en moins de 20 minutes de temps de jeu.

### Thunder d'Oklahoma City (2020-2022)
Le 5 avril 2020, il se déclare officiellement à la draft 2020 pour laquelle il est attendu parmi les 15 premiers choix,. Il est choisi au second tour en 34e position, synonyme de contrat non garanti, par les 76ers de Philadelphie puis ses droits sont directement envoyés au Thunder d'Oklahoma City en compagnie d'Al Horford dans le cadre de l'échange envoyant Danny Green et Terrance Ferguson à Philadelphie. Le 9 décembre, il signe finalement un contrat de quatre ans pour 7,9 millions de dollars avec le Thunder,.
Le 29 janvier 2021, il bat son record de points en NBA sur un match face aux Nets de Brooklyn en inscrivant 24 points avec notamment un 6/6 à 3 points.
Le 12 novembre 2021, alors qu'il est peu utilisé par le Thunder, il est envoyé en G-League au Blue d'Oklahoma City. Après cinq matchs avec le Blue, Théo Maledon est rappelé par le Thunder le 23 novembre pour réintégrer l'effectif de la franchise NBA.
Fin septembre 2022, il est transféré vers les Rockets de Houston en compagnie de Derrick Favors, Ty Jerome, Maurice Harkless et un second tour de draft 2025 contre David Nwaba, Sterling Brown, Trey Burke et Marquese Chriss. Le 11 octobre, il est coupé par les Rockets après avoir joué un seul match en présaison.

### Hornets de Charlotte (2022-2023)
Le 14 octobre 2022, il signe un contrat two-way en faveur des Hornets de Charlotte. 
Le 30 septembre 2023, son contrat two-way est renouvelé par les Hornets. Maledon joue au début de la saison mais ses pourcentages au tir sont faibles : 29 % au tir à deux points et 17 % à trois points. Il est donc de moins en moins utilisé puis finalement coupé le 15 décembre 2023.

### Suns de Phoenix (2023-2024)
Le 18 décembre 2023, Théo Maledon retrouve une équipe NBA à la faveur d'un contrat two-way avec les Suns de Phoenix alors que le meneur titulaire des Suns, Bradley Beal vient de se blesser,.
Les Suns se séparent de Maledon en mars 2024.

### Passage en G-League (2024)
Le 12 mars 2024, il s'engage avec le Skyforce de Sioux Falls.

### Retour à l'ASVEL (2024-2025)
Le 14 août 2024, il revient à l'ASVEL Lyon-Villeurbanne.

### Au Real Madrid (depuis 2025)
Fin juin 2025, Tony Parker, président de l'ASVEL, annonce son départ pour le Real Madrid. Maledon signe un contrat de deux saisons avec le Real Madrid.

### En sélection
En 2017, il est l'un des leaders de sa génération, et participe au Championnat d'Europe U16 masculin. Théo Maledon emmène la France jusqu'au titre en battant le Monténégro sur ses terres. Le jeune meneur finit la rencontre avec des statistiques de 20 points, 8 rebonds, 4 passes décisives et 6 interceptions.
En 2018, il est également l'un des meilleurs éléments de l'équipe de France participant au Championnat du monde des moins de 17 ans. La France va jusqu'en finale où elle s'incline contre les États-Unis. Il termine la compétition avec des statistiques moyennes de 11,1 points, 6,1 rebonds et 4,1 passes décisives.
Il intègre la Team France Basket et est selectionné en équipe de France A pour la première fois pour les matchs de qualification à la Coupe du monde 2019 en février 2019 à seulement 17 ans.
Le 6 août 2019, il intègre provisoirement le groupe de préparation de l'équipe de France A pour la Coupe du monde 2019 en raison du forfait de Thomas Heurtel. L'entraîneur Vincent Collet ne le retient toutefois pas pour la compétition.
Il fait partie du groupe retenu pour disputer l'EuroBasket 2022 en Allemagne.

## Clubs successifs

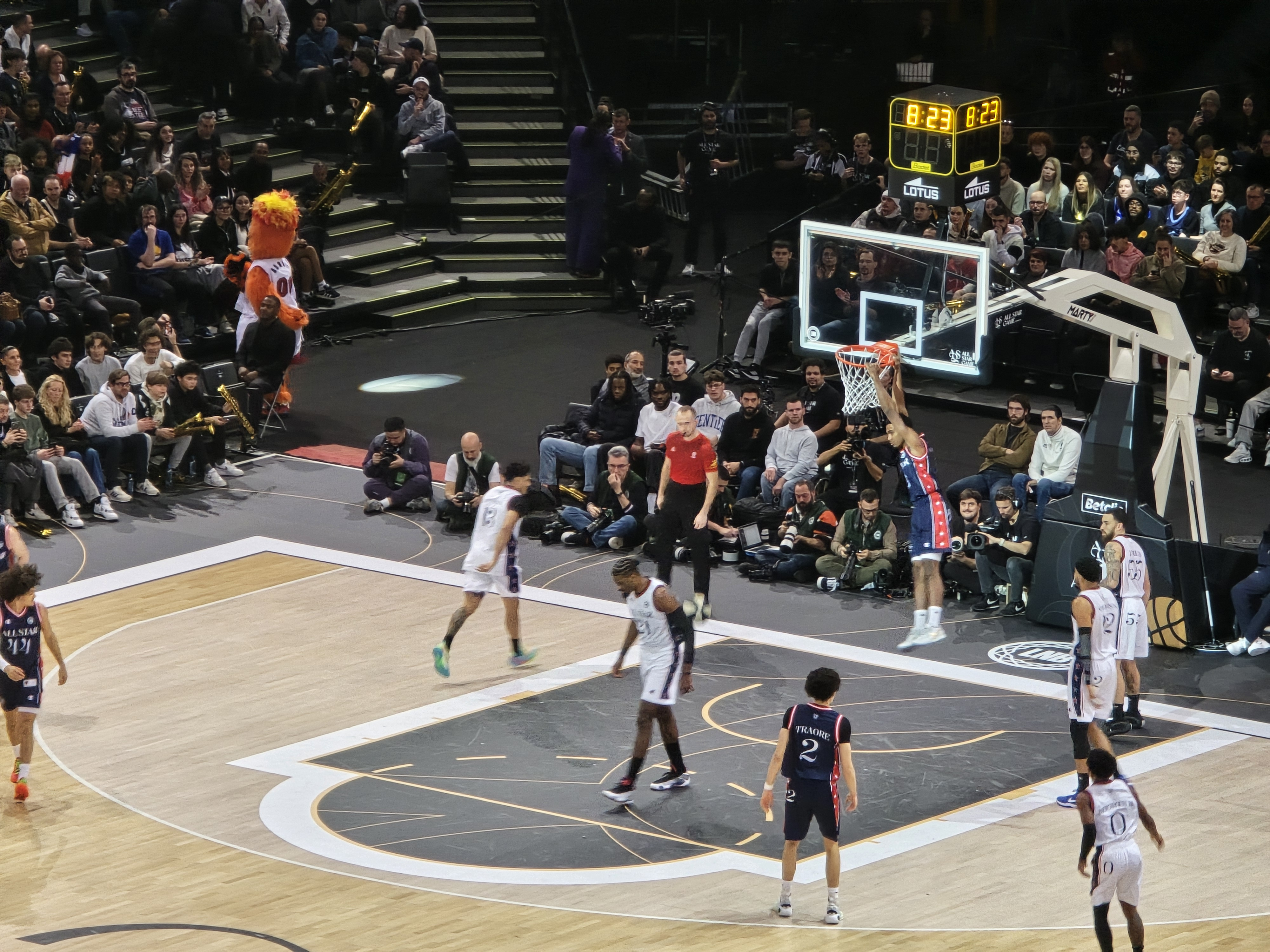
Théo Maledon (au dunk) lors du All-Star Game LNB 2024.

- 2018-2020 :  ASVEL Lyon-Villeurbanne (Jeep Élite)
- 2020-2022 :  Thunder d'Oklahoma City (NBA)
- 2021-2022 :  Blue d'Oklahoma City (G-League)
- 2022-2023 :  Hornets de Charlotte (NBA)
- 2022-2023 :  Swarm de Greensboro (G-League)
- 2023-2024 :  Suns de Phoenix (NBA)
- mars 2024 :  Skyforce de Sioux Falls (G-League)
- 2024-2025 :  ASVEL Lyon-Villeurbanne (Betclic Élite)
- depuis 2025 :  Real Madrid Baloncesto (Liga ACB)

## Palmarès

### En club

#### ASVEL
- Champion de France en 2019
- Vainqueur de la Coupe de France 2019 et MVP de la finale.
- Finaliste de la Leaders Cup 2020 avec LDLC ASVEL

### En sélection nationale
- Médaille d’argent au Championnat d'Europe 2022 en Allemagne.
- Champion d'Europe U16 en 2017 au Monténégro.
- Vice-champion du monde U17 en 2018 en Argentine.

### Distinctions individuelles
- Meilleur jeune de la saison 2018-2019 de Jeep Élite
- MVP du mois de décembre 2024 en Euroligue[38]
- Élu dans la All-EuroLeague Second Team en 2024-2025

## Statistiques

### En espoirs
Les statistiques de Théo Maledon au sein du championnat Espoirs sont les suivantes :
| Saison    | Équipe | Matchs | 5 Dép. | Minutes | % Tirs | % 3pts | % LF | Rbds/m | PassD/m | Int/m | Ctrs/m | Pts/m |
| --------- | ------ | ------ | ------ | ------- | ------ | ------ | ---- | ------ | ------- | ----- | ------ | ----- |
| 2017-2018 | ASVEL  | 32     | 30     | 33,2    | 41,0   | 34,5   | 78,8 | 4,50   | 5,10    | 1,60  | 0,10   | 16,10 |

### En professionnel

#### En France

##### Saison régulière
Les statistiques de Théo Maledon en saison régulière du championnat de France sont les suivantes :
| Meilleur jeune de la saison | Champion de France |

gras = ses meilleures performances
| Saison        | Équipe        | Matchs | 5 Dép. | Minutes | % Tirs | % 3pts | % LF | Rbds/m | PassD/m | Int/m | Ctrs/m | Pts/m |
| ------------- | ------------- | ------ | ------ | ------- | ------ | ------ | ---- | ------ | ------- | ----- | ------ | ----- |
| 2017-2018     | ASVEL         | 9      | 0      | 3,6     | 20,0   | 0,0    | 50,0 | 0,60   | 0,40    | 0,00  | 0,00   | 0,60  |
| 2018-2019     | ASVEL         | 33     | 22     | 17,8    | 49,1   | 40,6   | 86,8 | 2,10   | 2,20    | 0,90  | 0,20   | 7,40  |
| 2019-2020     | ASVEL         | 21     | 10     | 16,2    | 39,4   | 28,6   | 86,7 | 1,90   | 2,00    | 0,70  | 0,10   | 6,70  |
| Carrière      | Carrière      | 63     | 32     | 15,2    | 44,3   | 33,6   | 86,1 | 1,80   | 1,90    | 0,70  | 0,10   | 6,20  |
| All-Star Game | All-Star Game | 1      | 0      | 20      | 45,5   | 14,3   | -    | 4,00   | 5,00    | 0,00  | 0,00   | 11,00 |

##### Playoffs
Les statistiques de Théo Maledon en playoffs du championnat de France sont les suivantes :
| Année | Équipe | Matchs | 5 Dép. | Minutes | % Tirs | % 3pts | % LF | Rbds/m | PassD/m | Int/m | Ctrs/m | Pts/m |
| ----- | ------ | ------ | ------ | ------- | ------ | ------ | ---- | ------ | ------- | ----- | ------ | ----- |
| 2019  | ASVEL  | 10     | 2      | 14,2    | 37,1   | 35,3   | 86,7 | 1,60   | 1,30    | 0,40  | 0,10   | 4,50  |

#### En Coupes d'Europe

##### EuroCoupe
Les statistiques de Théo Maledon en EuroCoupe sont les suivantes :
| Saison    | Équipe   | Matchs | 5 Dép. | Minutes | % Tirs | % 3pts | % LF | Rbds/m | PassD/m | Int/m | Ctrs/m | Pts/m |
| --------- | -------- | ------ | ------ | ------- | ------ | ------ | ---- | ------ | ------- | ----- | ------ | ----- |
| 2017-2018 | ASVEL    | 2      | 0      | 5,5     | 0,0    | 0,0    | -    | 0,00   | 0,50    | 0,00  | 0,00   | 0,00  |
| 2018-2019 | ASVEL    | 18     | 12     | 17,8    | 40,9   | 35,1   | 82,6 | 2,40   | 2,10    | 0,40  | 0,20   | 7,10  |
| Carrière  | Carrière | 20     | 12     | 16,6    | 40,0   | 33,3   | 82,6 | 2,20   | 2,00    | 0,40  | 0,20   | 6,40  |

##### EuroLigue
Les statistiques de Théo Maledon en EuroLigue sont les suivantes :
| Saison    | Équipe | Matchs | 5 Dép. | Minutes | % Tirs | % 3pts | % LF | Rbds/m | PassD/m | Int/m | Ctrs/m | Pts/m |
| --------- | ------ | ------ | ------ | ------- | ------ | ------ | ---- | ------ | ------- | ----- | ------ | ----- |
| 2019-2020 | ASVEL  | 22     | 12     | 17,7    | 45,6   | 36,7   | 68,9 | 1,80   | 3,10    | 0,30  | 0,10   | 7,40  |

#### NBA

##### Saison régulière
| Saison    | Équipe        | Matchs | Titul. | Min./m | % Tir | % 3pts | % LF | Rbds/m. | Pass/m. | Int/m. | Ctr/m. | Pts/m. |
| --------- | ------------- | ------ | ------ | ------ | ----- | ------ | ---- | ------- | ------- | ------ | ------ | ------ |
| 2020-2021 | Oklahoma City | 65     | 49     | 27,4   | 36,8  | 33,5   | 74,8 | 3,20    | 3,50    | 0,90   | 0,20   | 10,10  |
| 2021-2022 | Oklahoma City | 51     | 7      | 17,8   | 37,5  | 29,3   | 79,0 | 2,60    | 2,20    | 0,60   | 0,20   | 7,10   |
| 2022-2023 | Charlotte     | 44     | 7      | 19,4   | 40,2  | 29,5   | 85,1 | 2,80    | 3,50    | 0,80   | 0,30   | 6,70   |
| Carrière  | Carrière      | 160    | 63     | 22,1   | 37,7  | 31,7   | 78,6 | 2,90    | 3,10    | 0,80   | 0,20   | 8,20   |

## Records sur une rencontre en NBA
Les records personnels de Théo Maledon en NBA sont les suivants, :
| Type de statistique        | Saison régulière | Saison régulière            | Saison régulière |
| Type de statistique        | Record           | Adversaire                  | Date             |
| -------------------------- | ---------------- | --------------------------- | ---------------- |
| Points                     | 33               | @ Suns de Phoenix           | 2 avril 2021     |
| Paniers marqués            | 10               | 2 fois                      | 2 fois           |
| Paniers tentés             | 22               | Pistons de Détroit          | 1er avril 2022   |
| Paniers à 3 points réussis | 6                | Nets de Brooklyn            | 29 janvier 2021  |
| Paniers à 3 points tentés  | 10               | 2 fois                      | 2 fois           |
| Lancers francs réussis     | 8                | 2 fois                      | 2 fois           |
| Lancers francs tentés      | 10               | @ Suns de Phoenix           | 2 avril 2021     |
| Rebonds offensifs          | 4                | @ Pistons de Détroit        | 16 avril 2021    |
| Rebonds défensifs          | 10               | @ Trail Blazers de Portland | 28 mars 2022     |
| Rebonds totaux             | 10               | @ Trail Blazers de Portland | 28 mars 2022     |
| Passes décisives           | 14               | Raptors de Toronto          | 2 avril 2023     |
| Interceptions              | 6                | Rockets de Houston          | 3 février 2021   |
| Contres                    | 4                | Thunder d'Oklahoma City     | 28 mars 2023     |
| Balles perdues             | 6                | Hornets de Charlotte        | 7 avril 2021     |
| Minutes jouées             | 42               | @ Cavaliers de Cleveland    | 9 avril 2023     |

- Double-double : 3
- Triple-double : 0

Dernière mise à jour : 3 mars 2024

## Vie privée
Théo Maledon a également une grande sœur Léna, qui a joué à l'université du Southern Arkansas de 2018 à 2020, et un petit frère Matys, qui a notamment joué à Montville Houppeville en Nationale 3.